# Katarzyna Konieczna
Katarzyna Konieczna z d. Wellna (ur. 22 marca 1985 w Złotowie) – polska siatkarka, reprezentantka kraju grająca na pozycji atakującej lub przyjmującej. Po sezonie 2018/2019 zakończyła karierę sportową. Jej siostra Marta także jest siatkarką, występowały razem w BKS Profi Credit Bielsko-Biała.

## Sukcesy klubowe
Mistrzostwo Polski:
- 2012
- 2011, 2014

Puchar Polski:
- 2011

## Sukcesy reprezentacyjne
Mistrzostwa Europy Kadetek:
- 2001

Mistrzostwa Świata Kadetek:
- 2001

Letnia Uniwersjada:
- 2009